# مجموعة M101
مجموعة مجرات مسييه 101 هي عبارة عن مجموعة مجرات تقع في كوكبة الدب الأكبر. سميت المجموعة بهذا نسبة إلى مجرة م 101 الحلزونيه وهي ألمع مجرات هذه المجموعة بالنسبة لمنظورنا من الأرض. وهذه المجموعة هي واحدة من العديد من المجموعات المجرية التي تقع في عنقود مجرات العذراء العظيم. تحتوي هذه المجموعة على ما بين 6 و9 مجرات ومن المجموعات المجاورة لها «مجموعة مجرات م51».

## الأعضاء
| الاسم             | النوع       | R.A. (حقبة)    | Dec. (حقبة)  | الانزياح (كم/ث) | القدر الظاهري |
| ----------------- | ----------- | -------------- | ------------ | --------------- | ------------- |
| مجرة دولاب الهواء | SAB(rs)cd   | 14سا 03د 12.6ث | +54° 20′ 57″ | 241 ± 2         | 8.3           |
| NGC 5204          | SA(s)m      | 13سا 29د 36.5ث | +58° 25′ 07″ | 201 ± 1         | 11.7          |
| NGC 5474          | SA(s)cd pec | 14سا 05د 01.6ث | +53° 39′ 44″ | 273 ± 9         | 11.3          |
| NGC 5477          | SA(s)m      | 14سا 05د 33.2ث | +54° 27′ 39″ | 304 ± 5         | 14.4          |
| NGC 5585          | SAB(s)d     | 14سا 19د 48.2ث | +56° 43′ 45″ | 293 ± 2         | 11.2          |
| UGC 8837          | IB(s)m      | 13سا 54د 45.8ث | +53° 54′ 03″ | 144 ± 3         | 13.8          |
| UGC 9405          | Im          | 14سا 35د 24.4ث | +57° 15′ 19″ | 222 ± 6         | 17            |